# Schoenoplectus subterminalis
Espèce
Classification phylogénétique
Schoenoplectus subterminalis est une espèce de plante herbacée vivace de la famille des Cyperaceae.
On la rencontre au Canada et aux États-Unis.